# Gabriel Veron
Gabriel Veron Fonseca de Souza (Assu, Río Grande del Norte, 3 de septiembre de 2002) es un futbolista brasileño. Juega de delantero y su equipo es el E. C. Juventude del Campeonato Brasileño de Serie A.

## Trayectoria
Veron entró a las inferiores del Palmeiras en 2017, proveniente del Santa Cruz de Natal. Firmó su primer contra profesional en el Verdão el 14 de noviembre de 2018 válido hasta 2021.
Gabriel Veron debutó con el primer equipo del Palmeiras el 28 de noviembre de 2019 en la victoria por 1-0 sobre el Fluminense en el Campeonato Brasileño. El 5 de diciembre, luego de entrar en el segundo tiempo, Veron anotó dos goles y sirvió una asistencia a Dudu en la victoria por 5-1 frente al Goiás; con esto se convirtió en el segundo jugador más joven en anotar por el club.
El 22 de julio de 2022 fue fichado por el F. C. Porto para las siguientes cinco temporadas. Después de una y media regresó a Brasil para jugar cedido en Cruzeiro E. C. durante 2024 y en Santos F. C. y E. C. Juventude en 2025.

## Selección nacional
Siendo internacional a nivel juvenil con la selección de Brasil sub-17, fue incluido en el equipo que jugó la Copa Mundial de Fútbol Sub-17 de 2019. Fue titular durante la competición y anotó tres goles. En esta edición Brasil se coronó campeón y Veron ganó el Balón de Oro en la competición.

## Estadísticas

### Clubes
Actualizado al último partido disputado el 13 de mayo de 2025.
| Club | Div.          | Temporada     | Liga  | Liga  | Liga estatal | Liga estatal | Copas nacionales(1) | Copas nacionales(1) | Copas internacionales(2) | Copas internacionales(2) | Total | Total |
| Club | Div.          | Temporada     | Part. | Goles | Part.        | Goles        | Part.               | Goles               | Part.                    | Goles                    | Part. | Goles |
| --- | ------------- | ------------- | ----- | ----- | ------------ | ------------ | ------------------- | ------------------- | ------------------------ | ------------------------ | ----- | ----- |
| S. E. Palmeiras · Brasil | 1.ª           | 2019          | 3     | 2     | 0            | 0            | 0                   | 0                   | 0                        | 0                        | 3     | 2     |
| S. E. Palmeiras · Brasil | 1.ª           | 2020          | 20    | 4     | 6            | 0            | 4                   | 2                   | 7                        | 3                        | 37    | 9     |
| S. E. Palmeiras · Brasil | 1.ª           | 2021          | 14    | 1     | 0            | 0            | 1                   | 0                   | 5                        | 0                        | 20    | 1     |
| S. E. Palmeiras · Brasil | 1.ª           | 2022          | 12    | 1     | 13           | 0            | 3                   | 0                   | 7                        | 1                        | 35    | 2     |
| S. E. Palmeiras · Brasil | Total club    | Total club    | 49    | 8     | 19           | 0            | 8                   | 2                   | 19                       | 4                        | 95    | 14    |
| F. C. Porto Portugal | 1.ª           | 2022-23       | 17    | 0     | ―            | ―            | 6                   | 1                   | 3                        | 0                        | 26    | 1     |
| F. C. Porto Portugal | Total club    | Total club    | 17    | 0     | 0            | 0            | 6                   | 1                   | 3                        | 0                        | 26    | 1     |
| F. C. Porto "B" Portugal | 2.ª           | 2022-23       | 1     | 0     | ―            | ―            | ―                   | ―                   | ―                        | ―                        | 1     | 0     |
| F. C. Porto "B" Portugal | 2.ª           | 2023-24       | 1     | 0     | ―            | ―            | ―                   | ―                   | ―                        | ―                        | 1     | 0     |
| F. C. Porto "B" Portugal | Total club    | Total club    | 2     | 0     | 0            | 0            | 0                   | 0                   | 0                        | 0                        | 2     | 0     |
| Cruzeiro E. C. · Brasil | 1.ª           | 2024          | 27    | 6     | 0            | 0            | 0                   | 0                   | 10                       | 0                        | 37    | 6     |
| Cruzeiro E. C. · Brasil | Total club    | Total club    | 27    | 6     | 0            | 0            | 0                   | 0                   | 10                       | 0                        | 37    | 6     |
| Santos F. C. · Brasil | 1.ª           | 2025          | 6     | 0     | 2            | 0            | 1                   | 0                   | ―                        | ―                        | 9     | 0     |
| Santos F. C. · Brasil | Total club    | Total club    | 6     | 0     | 2            | 0            | 1                   | 0                   | 0                        | 0                        | 9     | 0     |
| E. C. Juventude · Brasil | 1.ª           | 2025          | 0     | 0     | ―            | ―            | ―                   | ―                   | ―                        | ―                        | 0     | 0     |
| E. C. Juventude · Brasil | Total club    | Total club    | 0     | 0     | 0            | 0            | 0                   | 0                   | 0                        | 0                        | 0     | 0     |
| Total carrera | Total carrera | Total carrera | 101   | 14    | 21           | 0            | 15                  | 3                   | 32                       | 4                        | 169   | 21    |
| (1) Incluye datos de la Copa de Brasil, Supercopa de Brasil, Copa de Portugal, Copa de la Liga de Portugal y Supercopa de Portugal. (2) Incluye datos de la Copa Libertadores, Copa Sudamericana, Recopa Sudamericana y Liga de Campeones de la UEFA. |               |               |       |       |              |              |                     |                     |                          |                          |       |       |

## Palmarés

### Títulos estatales
| Título              | Club            | Estado    | Año  |
| ------------------- | --------------- | --------- | ---- |
| Campeonato Paulista | S. E. Palmeiras | São Paulo | 2020 |
| Campeonato Paulista | S. E. Palmeiras | São Paulo | 2022 |

### Títulos nacionales
| Título                      | Club            | País     | Año  |
| --------------------------- | --------------- | -------- | ---- |
| Copa de Brasil              | S. E. Palmeiras | Brasil   | 2020 |
| Supercopa de Portugal       | F. C. Porto     | Portugal | 2022 |
| Copa de la Liga de Portugal | F. C. Porto     | Portugal | 2023 |
| Copa de Portugal            | F. C. Porto     | Portugal | 2023 |

### Títulos internacionales
| Título                        | Club (*)                   | Sede           | Año  |
| ----------------------------- | -------------------------- | -------------- | ---- |
| Copa Mundial de Fútbol Sub-17 | Selección de Brasil sub-17 | Brasil         | 2019 |
| Copa Libertadores             | S. E. Palmeiras            | Río de Janeiro | 2020 |
| Copa Libertadores             | S. E. Palmeiras            | Montevideo     | 2021 |
| Recopa Sudamericana           | S. E. Palmeiras            | Brasil         | 2022 |

(*) Incluyendo la selección

### Distinciones individuales
| Distinción                                               | Año  |
| -------------------------------------------------------- | ---- |
| Balón de Oro de la Copa Mundial de Fútbol Sub-17 de 2019 | 2019 |